# Aporosa benthamiana
Aporosa benthamiana är en emblikaväxtart som beskrevs av Joseph Dalton Hooker. Aporosa benthamiana ingår i släktet Aporosa och familjen emblikaväxter. Inga underarter finns listade i Catalogue of Life.